# Zduńska Wola
Zduńska Wola (en alemany Zdunska Wola o Freihaus) és una ciutat del Voivodat Łódź a Polònia. El 30 de juny de 2012 tenia 43.998 habitants sobre una superfície de 24,58 km².

## Ciutats agermanades
- Zarasai, Lituània
- Pietrasanta, Itàlia
- Valmiera, Letònia
- Lőrinci, Hongria

## Persones de Zduńska Wola
- Emil Bohnke (1888–1928), compositor
- Edmund Friszke (Frischke) (1902–1958), pastor protestant, víctima del nacionalsocialisme
- Riwka Herszberg (1938-1945), noia jueva, matada a l'edat de 7 anys a l'Escola del Bullenhuser Damm l'abril 1945 pels nazis en llur sèrie de crims de la fase final
- Eugen Klause (1903–1999), compositor
- Maximilian Kolbe (1894–1941), sacerdot catòlic
- Mariusz Wróblewski (1991), viatger.
- Justyna Majkowska (1977), cantant.
- Magda Femme (1971), cantant.